# Giovanni Attuario
Giovanni Attuario (1275 – 1328) è stato un medico e scrittore bizantino, autore di alcuni trattati che influenzarono la medicina per diversi secoli.

## Biografia
Di Giovanni detto Attuario si conosce molto poco e anche il periodo in cui visse è molto dibattuto. Si sa che era figlio di Zaccaria; dall'ultimo libro di una delle sue opere, Περὶ οὔρων (Perí Ourōn, sull'urina), apprendiamo che, dopo essersi applicato per qualche tempo allo studio della natura, si sentì fortemente trascinato a quello della medicina grazie agli stretti legami della teoria di questa scienza con la filosofia.
Svolse l'attività di medico a Costantinopoli, dove fu insignito della carica di attuario, ossia medico personale dell'imperatore, da cui derivò il soprannome. Fu il più celebre medico greco del suo tempo, considerato superiore a Palladio, Teofilo, Nemesio, Nonno e Psello. La più importante delle sue opere è Θεραπευτική Μέθοδος (Therapeutiké Méthodos, il metodo terapeutico) in sei libri, una compilazione della tradizione medica precedente; la più famosa è Περί Ουρων (Perí Ourōn, sull'urina) in sette libri, un trattato originale di uroscopia la cui autorevolezza fu tale che pochissime integrazioni furono compiute nei secoli successivi.

## Pensiero
In generale Giovanni nelle sue opere si annuncia per un uomo sperimentatore ed intelligente: ma non di rado lo si vede copista dei suoi predecessori, in particolare di Galeno che prediligeva agli altri. Si vede inclinatissimo per i sistemi, per la teoria e per i ragionamenti; non si contenta di filosofare sopra le materie che gli sono note per la propria esperienza, ma vuol speculare anche su quelle di cui non è istruito che per quei pochi frammenti che poté legger qua e là.
Sulla chirurgia parla poco e male, sulla materia medica parla molto e bene; in questa branca della medicina è dove fece più osservazioni e scoperte. S'estende sulle malattie non solo con la propria esperienza, ma anche con l'altrui. Fu il primo greco ad introdurre nella pratica l'uso dei purgativi leggeri, cioè della cassia, della senna, della manna e dei mirabolani e ciò fu perché fece grandi studi sugli Arabi: però la senna la nomina solo come un frutto e non fa menzione alcuna delle foglie. Dopo Nonno è l'unico greco che parli dell'acqua distillata propriamente: nella preparazione del rhodostagma (sciroppo rosato) menziona espressamente l'acqua di rose distillata.
Nonostante la fatica e le noie che sempre l'accompagnano, non si allontanò dalla pratica perché riteneva che una giusta e solida teoria della patologia era di una necessità assoluta per la cognizione dell'arte di guarire. Pensava che qualunque metodo di trattare una malattia dovesse essere fondato sulla ragione e che con una buona teoria si potessero far grandi progressi nello studio della medicina e praticarla felicemente.
Non è esente dalle superstizioni che allora regnavano, ciò si osserva particolarmente all'inizio del terzo libro di Θεραπευτική Μέθοδος (Therapeutiké Méthodos, il metodo terapeutico) ove si occupa dell'igiene.

## Opere
Per la stesura delle sue opere Giovanni Attuario si rifà principalmente a Galeno e secondariamente agli Arabi, soprattutto Masawayh e Rhazes. Però non cita mai gli altri autori in modo esplicito, si limita a scrivere "qualcuno dice", "un tale dice", "si dice", eccetera ogni volta che importa un passo da un altro autore; ha inoltre frammischiato passi anche molto lunghi con le proprie osservazioni al punto che è impossibile distinguerli per chi non abbia letto le opere di coloro da cui Giovanni ha importato. Nell'esposizione supera tutti i medici greci posteriori a Galeno usando uno stile chiaro, sistematico e ordinato; spesso utilizza vere sottigliezze stilistiche.
Le opere a lui attribuite in modo certo sono tre:
Περί Ενεργειων καί Παθων του Ψυχικου Πνεύματος, καί της κατ' αυτό Διαίτης
(Perí Energeiōn kaí Pathōn tou Psychikou Pnéumatos, kaí tēs kat' autó Diáitēs, sulle azioni ed affezioni dello spirito animale e sulla sua nutrizione). Si tratta di una compilazione in due libri estratta in buona parte da Aristotele, da Galeno e dagli Arabi, scritta in elegante stile attico. È l'applicazione della teoria di Galeno alla dottrina degli alimenti e la spiegazione di come conservare e rinvigorire lo "spirito animale", ciò che oggi chiameremmo un'opera di psicologia e psicoterapia. Fu stampato in greco nel 1557 per i tipi di Goupyl a Parigi; fu tradotto in latino da Giulio Alessandrino con il titolo De actionibus affectionibus spiritus animalis huiusque nutritione e questa versione fu data diverse volte alle stampe a partire dal 1544.
Θεραπευτική Μέθοδος
(Therapeutiké Méthodos, il metodo terapeutico) in sei libri. Fu scritto in brevissimo tempo e non con l'intenzione di farne opera pubblica, ma per l'uso di una sola persona: trattasi di Apocaupo, già suo condiscepolo, che era stato spedito ambasciatore in Scizia. Oltre che a Galeno, per scrivere quest'opera si ispirò anche ad Aezio di Amida e Paolo di Egina.
I primi due libri trattano delle cause e dei segni delle malattie. Nel secondo libro, diviso in dodici capitoli, è compresa la chirurgia, di cui parla malissimo: vi si parla pure dei salassi, dell'arteriotomia, delle scarificazioni, dei bagni; nel capitolo V si occupa delle malattie del cuoio capelluto; nel capitolo VI delle affezioni delle orecchie, nel capitolo VII delle malattie degli occhi; nell'VIII di quelle delle narici; nel IX di quelle della faccia; nel X di quelle dell'interno della bocca; nell'XI di quelle cutanee; nel XII infine parla dei tumori e delle ulcere. Non si occupa delle malattie delle donne. Nel terzo e quarto libro parla dell'igiene e della cura generale e particolare: in questi libri più che altrove si trovano profuse le sue esperienze. Negli ultimi due libri parla dei rimedi sia esterni che interni, alcuni inventati dallo stesso Giovanni, altri erano quelli che circolavano allora.
Tutto ciò che scrive sul polso e sull'urina son cose originali, che usava egli stesso per le proprie indicazioni. Sull'infiammazione del fegato e sulla colica si trovano riflessioni sue e giuste. La palpitazione l'ascrive o ad un gran calore di sangue o ad una troppa pienezza dello stesso o a dei "vapori che si elevano in alto" e dice che essa è un sintomo ordinario degli uomini ipocondriaci e delle donne isteriche: si estende sulla sua cura più che ogni altro medico greco; è forse il primo che prescriva le purghe e i salassi per questa malattia. Occupa pure un intero capitolo a parlare degli sciroppi e dei giulebbi, nella confezione dei quali entra ordinariamente lo zucchero. Pare che i medicamenti indicati siano tutti scelti con assennatezza.
L'opera non è mai stata stampata in greco; Enrico Mathisius lo tradusse in latino con il titolo De methodo medendi e la sua versione fu pubblicata a Venezia nel 1554.
Περί Ουρων
(Perí Ourōn, sull'urina) in sette libri. In quest'opera Giovanni spinse l'osservazione molto più di là dei suoi predecessori e poco si è aggiunto nei secoli a venire, fintantoché l'urinoscopia fu utilizzata; spesso l'esposizione è troppo prolissa e si addentra in particolari futilissimi, ciò nonostante deve essere considerata come la migliore opera antica sulle urine. Il trattato non è mai stato stampato in greco; fu tradotto in latino da Ambrogio Leone e dato alle stampe con il titolo De urinis a Parigi nel 1548.
A Giovanni Attuario sono attribuiti anche il trattato De medicamentorum compositione, le traduzioni in greco di Rhazes, un trattato sulla dieta, un trattato sugli aforismi di Ippocrate, un commentario sempre su Ippocrate, un trattato De venae sectione ed altre opere minori.